# Job 10
Job 10 es el décimo capítulo del Libro de Job en la Biblia hebrea o el Antiguo Testamento del Cristianismo . El libro es anónimo; la mayoría de los estudiosos creen que fue escrito alrededor del siglo VI a. C. Este capítulo recoge el discurso de Job, que pertenece a la sección Diálogo del libro, y comprende Job 3:1–Job 31:40.

## Texto
El texto original está escrito en lengua hebrea. Este capítulo se divide en 22 versículos.

### Testimonios textuales
Algunos manuscritos antiguos que contienen el texto de este capítulo en hebreo pertenecen al Texto masorético, que incluye el Códice de Alepo (siglo X) y el Codex Leningradensis (1008). Se encontraron fragmentos que contienen partes de este capítulo en hebreo entre los Rollos del Mar Muerto, incluyendo 4Q100 (4QJobb; 50–1 a. C.) con los versículos 15–17 conservados.

## Análisis
La estructura del libro es la siguiente:
- El prólogo (capítulos 1-2)
- El diálogo (capítulos 3-31)
- Los veredictos (32:1-42:6)
- El epílogo (42:7-17)

Dentro de la estructura, el capítulo 10 se agrupa en la sección Diálogo con el siguiente esquema:
- La maldición y el lamento de Job (3:1-26)
- Primera ronda (4:1-14:22)
  - Elifaz (4:1–5:27)
  - Job (6:1–7:21)
  - Bildad (8:1–22)
  - Job (9:1–10:22)
    - Ser justo ante Dios (9:1–4)
    - El poder y la fuerza de Dios (9:5–13)
    - Las dificultades de litigar contra Dios (9:14–20)
    - ¿Cómo gobierna Dios el mundo? (9:21–24)
    - Explorando otras opciones (9:25–35)
    - Transición al lamento (10:1–2)
    - Tres preguntas incisivas (10:3–7)
    - Recuerda cómo me hiciste (10:8–12)
    - Ahora me has destruido (10:13–17)
    - Palabras finales de desesperación (10:18–22)

  - Zofar (11:1–20)
  - Job (12:1–14:22)
- Segunda ronda (15:1–21:34)
- Tercera ronda (22:1–27:23)
- Interludio: poema sobre la sabiduría (28:1–28)
- Resumen de Job (29:1–31:40)

La sección «Diálogo» está compuesta en formato poético, con una sintaxis y una gramática distintivas.
El capítulo 10 tiene forma de lamento y sigue a la reflexión de Job sobre cómo obtener una resolución legal en el capítulo anterior. La primera parte (versículos 1-7) parece contener un ensayo de las palabras que se utilizarán en la confrontación con un adversario legal en el litigio imaginario de Job, pero en general, especialmente en la segunda parte (versículos 8-22), se trata principalmente de una queja dirigida a Dios.

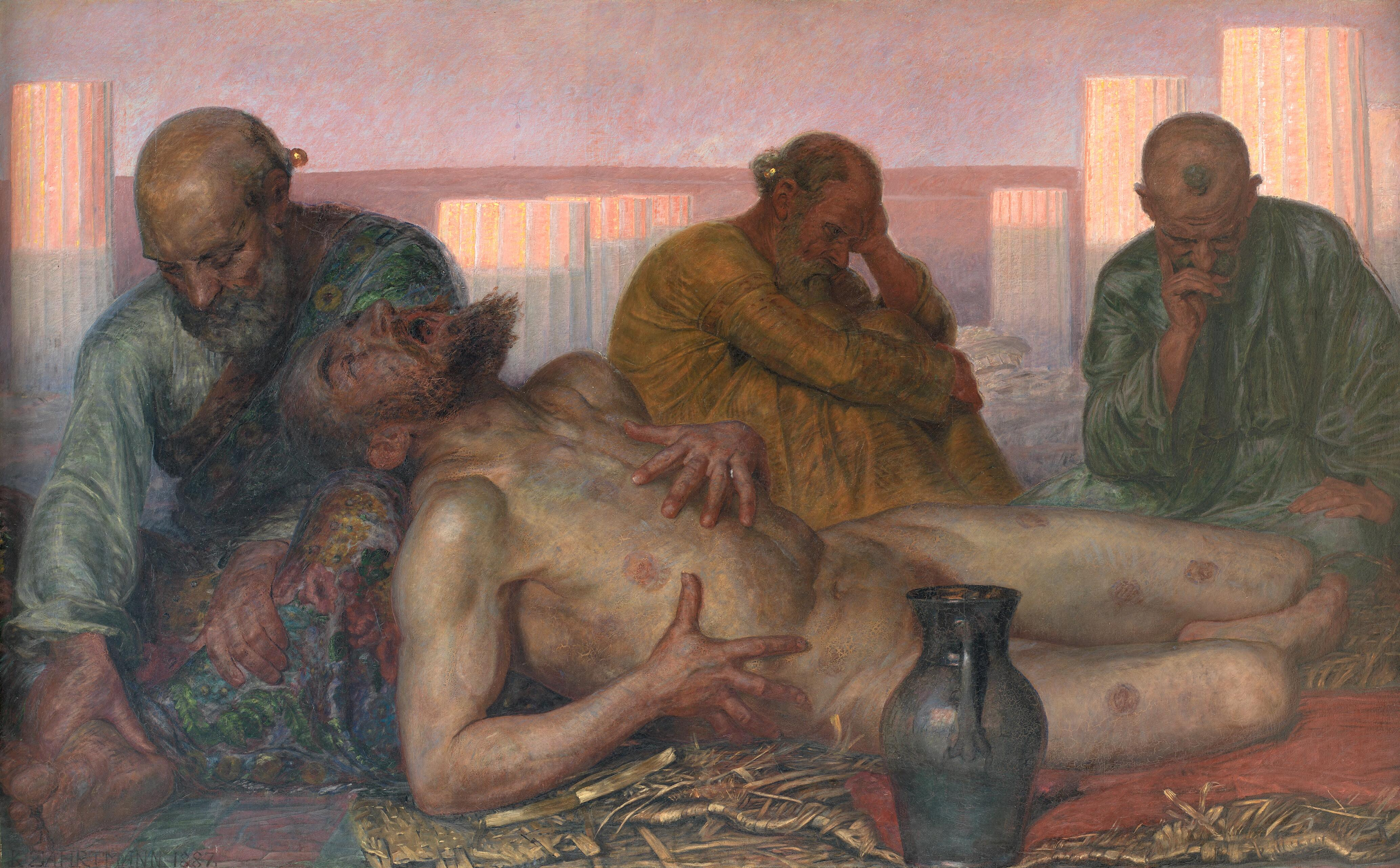
«Job y sus amigos», de Kristian Zahrtmann (1887).

## Tres preguntas incisivas (10:1–7)
El comienzo de esta sección (versículo 1) es similar a la transición a la queja en capítulo 7 (Job 7:11), pero el versículo 2 está formulado como una petición del acusado al demandante para que le comunique los cargos que se le imputan. Job entonces indaga en los motivos de Dios haciéndole directamente «tres preguntas retóricas incisivas» (versículos 3-5).
1. ¿Qué ventaja obtiene Dios al oprimir a Job? (versículo 3)
2. ¿Tiene Dios la visión limitada de los humanos (que tiene Job)? (versículo 4)
3. ¿Está Dios sujeto a la misma limitación de tiempo que los humanos (como Job)? (versículo 5)

Job está convencido de que Dios sabe que él no es culpable, es decir, tiene una «convicción nacida de su fe», por lo que, mientras antes contemplaba la posibilidad de buscar un «árbitro» o mediador para resolver su caso (Job 9:32-34), ahora anhela un «libertador» (versículo 7b).

### Versículo 3
[Job dijo:] ¿Te conviene oprimir
y despreciar la obra de tus manos
y sonreír al consejo de los impíos?
- «¿Te conviene»: también se puede traducir como «¿Te da placer?» o «¿Te resulta provechoso?» o «¿Es apropiado para ti?»[17]

## Palabras de desesperación (10:8–22)
En el versículo 8 se expresan dos pensamientos sobre la acusación del versículo 3a, que se desarrollarán en las siguientes partes de la sección:
1. La afirmación del versículo 8a sobre la teología de la creación se desarrolla en los versículos 9-12.
2. La afirmación del versículo 8b, que acusa la ausencia del cuidado providencial de Dios, se amplía en los versículos 13-17.

La conclusión del segundo discurso de Job recuerda su grito inicial (versículos 18-19; cf. [[Job 3|Job 3:11-26) y su súplica anterior (versículos 20-22; cf. Job 7:19). Hay dos cambios significativos con respecto a las declaraciones anteriores en Job 3:11, 16:
1. La queja sobre su trágico nacimiento ahora se dirige directamente a Dios.
2. El lamento por haber nacido se cambia por el lamento por haber sido sacado del útero (versículo 18a).[18]

Sin embargo, actuando por fe, Job no busca principalmente aliviar su sufrimiento, sino restaurar su relación con Dios.

### Versículo 8
[Job dijo:] Tus manos me formaron y me hicieron completamente,
pero tú me destruyes.
- «Por completo»: traducido de יַ֥חַד סָ֝בִ֗יב, ya-ḥaḏ sā-ḇîḇ,[21] literalmente «juntos alrededor»[22] o «una unidad intrincada» (NKJV).[21] La mayoría de los comentaristas relacionan esta frase con la segunda afirmación, tal y como indican los acentos del Texto Masorético (NJPS: «y destruyó cada parte de mí») y tal y como lo traduce la Septuaginta.[22]

### Versículo 9
[Job dijo:] Acuérdate, te lo ruego, de que me hiciste como el barro.
¿Y me volverás a convertir en polvo?
- «En polvo»: de acuerdo con Génesis 2:7, que la humanidad fue formada del polvo (en hebreo: «ߵapar») y volverá al polvo (KJV; cf. Eclesiastés 12:7.[24][25]

### Versículo 18
[Job dijo:] 18¿Por qué, pues, me sacaste del vientre?
¡Ojalá hubiera muerto, y ningún ojo me hubiera visto!
- Referencias cruzadas: Job 1:21; 10:18-19; Jeremías 20:17-18 [27]

Los dos verbos imperfectos de este versículo enfatizan «el arrepentimiento por algo que no sucedió».

## Comentarios

### De la Iglesia católica

#### A los versículos 4-7
…Dios no necesita pruebas para conocer la verdad, porque su conocimiento es inmediato, eterno e infalible. Así lo explica Tomás de Aquino: mientras los hombres juzgan por signos exteriores y, por tanto, necesitan pruebas y sufrimientos para discernir la justicia o la culpa, Dios conoce directamente el corazón del hombre  Por eso, el sufrimiento no tiene para Dios una función indagadora, como si necesitara confirmar una sospecha.
En este sentido, Tomás de Aquino afirma que los padecimientos que permite Dios no son para su conocimiento, sino para la corrección del hombre, su purificación o su crecimiento en virtud. Job, al reclamar un trato acorde con la majestad divina, está intuyendo esta verdad: el juicio de Dios no se rige por las categorías humanas, y su proceder no puede ser reducido a las limitaciones del razonamiento humano.

A veces cuando un inocente es acusado, el juez le somete a algún tormento para descubrir la verdad; pero la razón que podría justificar esa decisión es que el conocimiento humano es imperfecto.

#### A los versículos 8-12
Efectivamente, aunque las descripciones anatómicas de Job 10,8-12 reflejan los conocimientos propios del mundo antiguo, la enseñanza teológica permanece vigente: la vida humana es un don de Dios desde su inicio. Job reconoce que ha sido cuidadosamente formado por Dios, lo que implica tanto un acto creador como un gesto de amor providente. La referencia a la «coagulación» (v. 10) como inicio de la vida, seguida por la formación progresiva del cuerpo, apunta a una conciencia incipiente del proceso gestacional. Sin embargo, el valor del pasaje no radica en su exactitud científica, sino en su afirmación profunda: Dios es autor y custodio de la vida humana desde su origen.
Esta convicción será reafirmada más adelante en la revelación bíblica, especialmente en textos como Sal 139,13-16 y en la doctrina cristiana sobre la dignidad de toda vida humana desde la concepción. Así, este lamento de Job contiene una de las afirmaciones más antiguas y bellas sobre el origen divino del hombre.

#### A los versículos 16-22
Este pasaje subraya una de las tensiones fundamentales del libro de Job: la experiencia humana del sufrimiento frente a la trascendencia y libertad de Dios. Job, en su dolor, interpreta la acción divina desde una óptica humana: se siente como una presa acosada por un cazador, sin escape, sin defensa. La crudeza de sus palabras no implica herejía, sino la sinceridad de quien busca comprender el misterio de su situación sin negar a Dios. El verbo ambiguo en hebreo («si se levanta») y sus diferentes traducciones (como la de la Nova Vulgata: si superbia extollar) muestran cómo la tradición ha intentado explicar ese sufrimiento como castigo por la soberbia, una interpretación que Job rechaza tajantemente, pues mantiene su inocencia. Esta confusión en la traducción también resalta el carácter enigmático del discurso, propio del lenguaje poético y existencial del libro.
La clave teológica que emerge es la siguiente: aunque Job se siente perseguido, la revelación progresiva de la Biblia (especialmente en textos como Éxodo 34,6) afirma que Dios no es un tirano ni un vengador. Es un Padre misericordioso, aunque su actuar a veces escape a nuestra lógica. En su libertad, Dios no actúa según la ley de causa-efecto humana, y el sufrimiento no puede interpretarse automáticamente como castigo por el pecado. Así, este pasaje anticipa la gran enseñanza del libro de Job: la necesidad de confiar en Dios incluso en medio de la incomprensión, porque su justicia y su misericordia son reales, aunque a veces se manifiesten de modo misterioso.